# Парейра, Герульфус Херубим
Герульфус (Гирульфус) Херубим Парейра (индон. Gerulfus Kherubim Pareira SVD; 26 сентября 1941, Лела, Восточные Малые Зондские острова, Индонезия — 8 октября 2024, Маумере) — католический прелат, первый епископ Веетебулы с 21 декабря 1985 года по 19 января 2008 года, епископ Маумере с 19 января 2008 по 14 июля 2018 года, член монашеской конгрегации вербистов.

## Биография
Герульфус Херубим Парейра родился в населённом пункте Лела в католической многодетной семье Алоизия Юлия Парейры и Елизаветы Парейры. После окончания начальной семинарии поступил в 1961 году в новициат монашеской конгрегации вербистов. 20 августа 1963 года Герульфус Херубим Парейра принял временные монашеские 15 августа 1970 года принял постоянные монашеские обеты. 22 августа 1971 года Герульфус Херубим Парейра был рукоположён в священника. С 1973 по 1976 год обучался в Риме в Антонианском Папском университете и Салезианском Папском университете. После возвращения в Индонезию служил в различных католических приходах.
21 декабря 1985 года Римский папа Иоанн Павел II назначил Герульфуса Херубима Парейру епископом Веетебулы. 25 апреля 1986 года состоялось рукоположение Герульфуса Херубима Парейры в епископа, которое совершил епископ Купанга Грегориус Мантейро в сослужении с епископом Атамбуа Антоном Пайном Рату и епископом Рутенга Эдуардом Сангсуном.
19 января 2008 года Герульфус Херубим Парейра был назначен епископом Маумере.
Умер в Маумере 8 октября 2024 года в возрасте 83 лет.